# 国道424号
国道424号（こくどう424ごう）は、和歌山県田辺市から紀の川市に至る一般国道である。

## 概要
唯一和歌山県内で完結する一般国道で、田辺市の和歌山県道31号田辺白浜線分岐（礫坂交差点）から日高郡みなべ町を経由し、県域の中部から北部にかけての内陸の山間部を南北に縦走して、和歌山平野の中域に位置する紀の川市の国道24号交点（烏川橋東詰交差点）とを結ぶ延長123.7 kmの路線である。主な通過地は、日高郡みなべ町、田辺市龍神村、日高郡日高川町大字川原河、有田郡有田川町大字金谷、海南市、紀の川市桃山町である。起点にほど近い田辺市芳養町 - みなべ町のみなべ交差点間は、太平洋岸に沿う国道42号（熊野街道）と重用しており、みなべ町以北の単独区間は、切目辻（みなべ町 - 龍神村）を越えて、全線にわたり内陸の山間部を縫うように走っている。

### 路線データ
一般国道の路線を指定する政令に基づく起終点および重要な経過地は次のとおり。
- 起点：田辺市（礫坂交差点 = 和歌山県道31号田辺白浜線交点）
- 終点：和歌山県那賀郡打田町[注釈 3]（烏子川橋東詰交差点 = 国道24号交点、大阪府道・和歌山県道62号泉佐野打田線終点）
- 重要な経過地：和歌山県日高郡南部町[3]、同郡龍神村[注釈 4]、同県有田郡金屋町[注釈 5]、海南市（沖野々）
- 総延長 : 123.7 km（重用延長を含む。）[1][注釈 1]
- 重用延長 : 5.1 km[1][注釈 1]
- 未供用延長 : なし[1][注釈 1]
- 実延長 : 118.6 km[1][注釈 1]
  - 現道 : 101.6 km[1][注釈 1]
  - 旧道 : 6.0 km[1][注釈 1]
  - 新道 : 10.9 km[1][注釈 1]
- 指定区間：国道42号と重複する区間（田辺市・白馬交差点 - 日高郡みなべ町・みなべ交差点）[4]

## 歴史
- 1982年（昭和57年）4月1日 - 一般国道424号（田辺市 - 和歌山県那賀郡打田町[注釈 3]）として指定施行[5]。
  - 前身は一般県道池田桃山線の一部、主要地方道橋本海南線の一部、主要地方道海南鳥屋城湯浅線の一部、主要地方道田辺川上湯浅線の一部、主要地方道南部龍神線。
- 2022年（令和4年）4月1日 - 国道42号のうち、稲成町交差点 - 田辺市芳養町の区間が国土交通省から和歌山県に移管され、本路線の単独区間となる[6]。

## 路線状況

### 道路改良
紀伊半島の国道の中では比較的整備が進んでいるが、海南市内などにはまだ離合困難な区間が残っている。
※以下、路線の全区間が和歌山県内にあるため起終点住所は県名を省略する。

#### 主な改良区間
主なバイパスなど、道路改良がなされた主な供用・事業中・計画区間は以下のとおり。
- 南部川谷拡幅（みなべがわたにかくふく）[7]

日高郡みなべ町西本庄と同町嶋之瀬を結ぶ全長5.1 kmの区間で事業中のバイパスおよび現道拡幅事業である。この事業により、当国道のなかでも道路状況の悪いみなべ町内の区間の改善が企図されている。両側2車線。
- 清川工区（きよかわこうく）

2017年10月2日全線開通。
- 福井バイパス[9]

国道425号の道路改良の一環として事業化された。2010年8月28日に全区間供用開始。バイパス途中で国道425号と分岐するため、国道424号に該当するのは甲斐ノ川地区側の0.3 kmとなる。
- 甲斐ノ川（かいのがわ）バイパス

田辺市龍神村福井と同村甲斐ノ川を結ぶ全長2.0 kmの道路。1997年、供用を開始した。なお、同区間は国道425号・県道29号田辺龍神線との重複区間となっている。
- 滝頭拡幅（たきがしらかくふく）[11]

日高郡日高川町初湯川と同町熊野川を結ぶ全長3.5 km区間のバイパスおよび現道拡幅事業である。両側2車線。
- 美山金屋（みやまかなや）バイパス

日高郡日高川町弥谷と有田郡有田川町宇井苔を結ぶ全長5.5 kmの道路。両側2車線。1993年8月に白馬トンネル（後述）が供用され、1994年5月30日に全線の供用を開始した。
- 修理川（しゅりがわ）バイパス[12]

有田郡有田川町宇井苔と同町修理川を結ぶ全長3.6 kmの道路。両側2車線。1996年度に事業開始され、2009年10月11日に全線の供用を開始した。
バイパスが整備された区間は、1車線で幅員が狭くカーブが続いていたが、バイパスの開通により距離が約800 m短くなり、阪和自動車道有田ICと龍神などの和歌山県の主要な観光地とのアクセスが向上したため、観光振興が期待されている。
- 金屋バイパス

有田郡有田川町徳田と同町中野を結ぶ全長1.9 kmの道路。両側2車線。2000年に全線の供用を開始した。
- 有原拡幅

有田郡有田川町有原地区内の道路を拡幅する全長0.8 kmの道路。両側2車線。
- 西ヶ峯上谷拡幅

有田郡有田川町西ヶ峯と海南市上谷を結ぶ全長9.3 kmの道路。両側2車線。2010年現在、一部区間のみ供用されている。
- 木津バイパス

海南市沖野々と海南市木津を結ぶ全長0.9 kmの道路。幅員7 m・両側2車線。2017年3月4日開通。
- 原野（はらの）バイパス
- 桃山（ももやま）バイパス

紀の川市桃山町調月と同町市場を結ぶ全長3.3 kmの道路。両側2車線。1991年6月21日に全線の供用を開始した。
- 打田桃山（うちだももやま）バイパス

紀の川市竹房と同市桃山町元を結ぶ全長1.3 kmの道路。両側2車線。2005年6月に全線の供用を開始した。

### 重複区間
- 国道42号（田辺市芳養町・白馬交差点 - 日高郡みなべ町南道・みなべ交差点）
- 国道425号（田辺市龍神村福井上平 - 田辺市龍神村小家谷口）
- 国道480号（旧道：有田郡有田川町大字金屋 - 有田郡有田川町大字中井原・中井原交差点）
- 国道370号（海南市木津・木津北交差点 - 海南市沖野々・野上新橋西詰交差点）

### 道路施設

#### 橋梁
- 高雄大橋（会津川、田辺市）
- 新松井橋（芳養川、田辺市）
- 埴田橋（埴田川、日高郡みなべ町）
- 下川原橋（古川、日高郡みなべ町）
- 西本庄新橋（南部川、日高郡みなべ町）
- 大日橋（日高郡みなべ町）
- 桜橋（南部川、日高郡みなべ町）
- 井戸ヶ谷橋（南部川、日高郡みなべ町）
- 明神橋（南部川、日高郡みなべ町）
- 藤の川橋（南部川、日高郡みなべ町）
- 水呑橋（南部川、日高郡みなべ町）
- 新高城橋（市井の川、日高郡みなべ町）
- 市井原橋（南部川、日高郡みなべ町）
- ささりうら橋（南部川、日高郡みなべ町）
- 新嶋之瀬橋（南部川、日高郡みなべ町）
- なかんせ橋（南部川、日高郡みなべ町）
- ふろんせ橋（南部川、日高郡みなべ町）
- 出合橋（南部川、日高郡みなべ町）
- 高橋（南部川、日高郡みなべ町）
- 耕茂橋（南部川、日高郡みなべ町）
- 寺橋（軽井川、日高郡みなべ町）
- 中寅橋（日高郡みなべ町）
- 手谷橋（田辺市）
- 金比羅橋（日高川、田辺市）
- 猪谷橋（猪谷川、日高郡日高川町）
- 初湯川大橋（初湯川、日高郡日高川町）
- 笠松大橋（日高川、日高郡日高川町）
- 美山大橋（日高川、日高郡日高川町）
- 宇井苔（ういごけ）橋（修理川、有田郡有田川町）
- 木瀬戸大橋（修理川、有田郡有田川町）
- 寒風橋（修理川、有田郡有田川町）
- 金屋大橋（有田川、有田郡有田川町）
- おせん渕橋（早月谷川、有田郡有田川町）
- 八幡橋（貴志川、海南市）
- 新星子橋（野田原川、海南市 - 紀の川市）
- 最上大橋（柘榴川、紀の川市）
- 最上小橋（紀の川市）
- 竹房橋（紀の川、紀の川市）

旧道
- 金屋橋（有田川、有田郡有田川町）

#### トンネル
- 愛宕トンネル：延長120 m、1988年（昭和63年）竣工、田辺市
- 大屋隧道：延長87 m、1962年（昭和37年）竣工、田辺市
- 明神トンネル：延長184.5 m、2001年（平成13年）竣工、日高郡みなべ町
- 高幡山トンネル：延長300 m、2010年（平成22年）竣工、日高郡みなべ町
- 新穂手見トンネル：延長482 m、2014年（平成26年）竣工、日高郡みなべ町
- 小峠トンネル：延長283 m、2015年（平成27年）竣工、日高郡みなべ町
- 切目辻トンネル：延長829 m、2023年（令和5年）竣工、日高郡みなべ町 - 田辺市

みなべ町清川と田辺市龍神村を結ぶ、全長419.7 mのトンネル。トンネルの架け替えが行われており、2022年（令和4年）11月25日に全長829 mの新しいトンネルが貫通した。2024年（令和6年）3月28日に開通。
- 甲斐ノ川（かいのがわ）トンネル：延長603 m、幅員6.0 m、1997年（平成9年）竣工、田辺市

田辺市龍神村福井と同市龍神村甲斐ノ川を結ぶ。両側2車線。1997年（平成9年）に完成し、甲斐ノ川バイパスの一部として供用されている。
- 小森トンネル：延長324 m、1984年（昭和59年）竣工、田辺市 - 日高郡日高川町
- 清滝第二トンネル：延長253 m、1984年（昭和59年）竣工、日高郡日高川町
- 清滝第一トンネル：延長285 m、1984年（昭和59年）竣工、日高郡日高川町
- 鍵原トンネル：延長110 m、1986年（昭和61年）竣工、日高郡日高川町
- 滝頭トンネル：延長424 m、2011年（平成23年）竣工、日高郡日高川町
- 白馬（しらま）トンネル：延長1,892 m、幅員8.50 m（車道6.5 m）、1993年（平成5年）竣工、日高郡日高川町

日高郡日高川町と有田郡有田川町とを結ぶ。両側2車線。1993年（平成5年）に完成し、美山金屋バイパスの一部として供用されている。なお、全長は県内で5位である。
- 宇井苔トンネル：延長982 m、2008年（平成20年）竣工、有田郡有田川町
- 寒風トンネル：延長238 m、2000年（平成12年）竣工、有田郡有田川町

#### 道の駅
- 水の郷日高川 龍游（田辺市）
- みなべうめ振興館（日高郡みなべ町）
- しらまの里（有田郡有田川町）

## 地理

### 通過する自治体
- 和歌山県
  - 田辺市 - 日高郡みなべ町 - 田辺市 - 日高郡日高川町 - 有田郡有田川町 - 海南市 - 紀の川市

### 交差する道路
| 交差する道路                                                 | 市町村名 | 市町村名 | 交差する場所   | 交差する場所                   |
| ------------------------------------------------------------ | -------- | -------- | -------------- | ------------------------------ |
| 和歌山県道31号田辺白浜線                                     | 田辺市   | 田辺市   | 東山1丁目      | 礫坂交差点 / 起点              |
| 和歌山県道207号上万呂北新町線                                | 田辺市   | 田辺市   | 高雄2丁目      | 八幡町交差点                   |
| 和歌山県道29号田辺龍神線                                     | 田辺市   | 田辺市   | 高雄3丁目      | 小泉北                         |
| 和歌山県道208号秋津川田辺線                                  | 田辺市   | 田辺市   | 稲成町         | 稲成町交差点                   |
| 和歌山県道210号田辺港線                                      | 田辺市   | 田辺市   | 明洋1丁目      | 明洋交差点                     |
| 和歌山県道199号芳養清川線                                    | 田辺市   | 田辺市   | 芳養松原2丁目  | 芳養松原交差点                 |
| 国道42号 重複区間起点                                        | 田辺市   | 田辺市   | 芳養町         | 白馬交差点                     |
| 和歌山県道200号中芳養南部線                                  | 日高郡   | みなべ町 | 芝             | 南部中学校東交差点             |
| 和歌山県道201号南部停車場線                                  | 日高郡   | みなべ町 | 芝             | 南部小学校交差点               |
| 国道42号 重複区間終点                                        | 日高郡   | みなべ町 | 南道           | みなべ交差点                   |
| 和歌山県道35号上富田南部線                                   | 日高郡   | みなべ町 | 気佐藤         | 気佐藤交差点                   |
| E42 阪和自動車道                                             | 日高郡   | みなべ町 | 徳蔵           | みなべIC入口交差点 33 みなべIC |
| 和歌山県道30号田辺印南線 重複区間起点                        | 日高郡   | みなべ町 | 西本庄         |                                |
| 和歌山県道30号田辺印南線 重複区間終点                        | 日高郡   | みなべ町 | 東本庄         |                                |
| 和歌山県道197号滝切目停車場線                                | 日高郡   | みなべ町 | 滝             |                                |
| 和歌山県道199号芳養清川線                                    | 日高郡   | みなべ町 | 清川           |                                |
| 国道425号 重複区間起点                                       | 田辺市   | 田辺市   | 龍神村福井     |                                |
| 国道425号 重複区間終点                                       | 田辺市   | 田辺市   | 龍神村小家     |                                |
| 和歌山県道29号田辺龍神線                                     | 田辺市   | 田辺市   | 龍神村小家     |                                |
| 和歌山県道26号御坊美山線 和歌山県道194号上初湯川皆瀬線       | 日高郡   | 日高川町 | 大字皆瀬       | 美山郵便局前交差点             |
| 和歌山県道196号たかの金屋線                                  | 有田郡   | 有田川町 | 大字修理川     |                                |
| 和歌山県道179号吉原湯浅線                                    | 有田郡   | 有田川町 | 大字吉原       |                                |
| 国道424号 / 旧道 和歌山県道22号吉備金屋線 / 吉備金屋バイパス | 有田郡   | 有田川町 | 大字徳田       | 徳田交差点                     |
| 国道480号 和歌山県道182号境川金屋線 重複区間起点             | 有田郡   | 有田川町 | 大字金屋       | 丹後の森交差点                 |
| 和歌山県道18号海南金屋線                                     | 有田郡   | 有田川町 | 大字中野       | 中野交差点                     |
| 和歌山県道182号境川金屋線 重複区間終点                       | 有田郡   | 有田川町 | 大字中野       |                                |
| 和歌山県道183号楠本小川線                                    | 有田郡   | 有田川町 | 大字青田       |                                |
| 和歌山県道184号生石公園線                                    | 有田郡   | 有田川町 | 大字彦ケ瀬     |                                |
| 和歌山県道169号奥佐々阪井線                                  | 海南市   | 海南市   | 木津           | 木津交差点                     |
| 国道370号 重複区間起点                                       | 海南市   | 海南市   | 木津           | 木津北交差点                   |
| 国道370号 重複区間終点 和歌山県道160号沖野々森小手穂線       | 海南市   | 海南市   | 木津           | 野上新橋西詰交差点             |
| 和歌山県道138号和歌山野上線 重複区間起点                     | 海南市   | 海南市   | 別院           | 八幡橋西詰交差点               |
| 和歌山県道138号和歌山野上線 重複区間終点                     | 海南市   | 海南市   | 野上中         |                                |
| 和歌山県道10号岩出野上線 重複区間起点                        | 海南市   | 海南市   | 七山           | 七山交差点                     |
| 和歌山県道10号岩出野上線 重複区間終点                        | 紀の川市 | 紀の川市 | 貴志川町井ノ口 | 星子橋東交差点                 |
| 和歌山県道129号垣内貴志川線                                  | 紀の川市 | 紀の川市 | 貴志川町井ノ口 |                                |
| 和歌山県道13号和歌山橋本線 重複区間起点                      | 紀の川市 | 紀の川市 | 貴志川町北     | 北交差点                       |
| 和歌山県道128号桃山下井阪線 和歌山県道130号桃山丸栖線        | 紀の川市 | 紀の川市 | 桃山町市場     | 市場交差点                     |
| 和歌山県道3号かつらぎ桃山線                                  | 紀の川市 | 紀の川市 | 桃山町元       | 荒川中学校前交差点             |
| 和歌山県道13号和歌山橋本線 重複区間終点                      | 紀の川市 | 紀の川市 | 竹房           | 竹房橋南詰交差点               |
| 和歌山県道14号和歌山打田線                                   | 紀の川市 | 紀の川市 | 打田           |                                |
| 国道24号 大阪府道・和歌山県道62号泉佐野打田線                | 紀の川市 | 紀の川市 | 打田           | 烏子川橋東詰交差点 / 終点      |
| 旧道（有田郡有田川町大字徳田 - 有田郡有田川町大字中井原）    |          |          |                |                                |
| 国道424号 / 現道 和歌山県道22号吉備金屋線 / 吉備金屋バイパス | 有田郡   | 有田川町 | 大字徳田       | 徳田交差点                     |
| 和歌山県道22号吉備金屋線                                     | 有田郡   | 有田川町 | 大字徳田       | 金屋橋西詰交差点               |
| 国道480号 重複区間起点                                       | 有田郡   | 有田川町 | 大字金屋       |                                |
| 国道480号 重複区間終点                                       | 有田郡   | 有田川町 | 大字中井原     | 中井原交差点 / 旧道終点        |

### 交差する鉄道
- 紀勢本線